# Нофит
Нофи́т (ивр. נופית‎, «Живописная») — общинное поселение на севере Израиля, расположенное в Галилее, долине Звулун, напротив горы Кармель, рядом с городком Кирьят-Тивоном. Построено на холме, вокруг которого течёт ручей Ципори. Расстояние до Иерусалима 109 км, до Тель-Авива 82 км, до Хайфы 14 км, до Беэр-Шевы 170 км. Основано в 1987 году. Социально-экономический индекс (2017 год) 10 из 10.

## История
Поселение началась с группы из восьми семей из Хайфы и Крайот, заинтересованных в создании общинного поселения в Галилее. Поселенческое движение Ха-Ихуд ха-Хаклаи. Первые жители (179 семей) заселились 9 ноября 1987 года. Первоначально поселение называлась Пи-нер (ивр. פי נר‎) в честь Людвига Пинера, главы израильской строительной компании Расско (компания), но позже оно было изменено на Нофит.

## Население
По данным Центрального статистического бюро Израиля, население на начало 2020 года составляло 2 689 человек.

## Туризм
Поселение окружено пешеходной тропой, входящей в национальный Израильский тракт. Тропа названа в честь солдата Охада Зака из поселения Нофит, убитого в Ливане в 1998 году. Во время пешего похода по тропе откроется вид на долину ручья Ципори, здание «Мельница монахов», обзорная площадка на окрестные холмы, бедуинскую деревню Хавалид, Крайот и Хайфу, археологическая выставка, связанная с текстилем. Недалеко от Нофит находится национальный парк Бейт-Шеарим.